# سلیمان سپانلو
سلیمان سپانلو (زادهٔ ۱۲۷۷ – درگذشتهٔ ۲۵ فروردین ۱۳۴۰ ه‍.خ)، موسیقی‌دان، نوازندهٔ تار و آهنگساز اهل ایران بود.

## زندگی‌نامه
سلیمان سیاح سپانلو در سال ۱۲۷۷ ه‍.خ متولد شد. وی که در وزارت مالیه مشغول به کار بود، نوازندگی تار را ابتدا نزد علی‌اکبر شهنازی آموخت. پس از بازگشت علی‌نقی وزیری از اروپا به تهران، به دلیل سابقهٔ دوستی که با وی داشت، نواختنِ تار را نزد او ادامه داد. با افتتاح مدرسهٔ عالی موسیقی وزیری در سال ۱۳۰۲، سپانلو هم به‌عنوان هنرجو و هم ناظم مدرسه در آن‌جا فعالیت می‌کرد و کارهای دفتری و امور حسابداری مدرسه را نیز به‌طور رایگان انجام می‌داد.
روح‌الله خالقی در کتاب سرگذشت موسیقی ایران در مورد نخستین روز بازگشایی مدرسهٔ عالی موسیقی پس از تعطیلات نوروز سال ۱۳۰۳ نوشته‌است که پس از سخنرانی، علی‌نقی وزیری «ویلن را از جعبه درآورد، سلیمان سپانلو تار را برداشت، ابوالحسن صدیقی هم ویلنسل را کوک کرد و سه‌تایی باهم چند قطعه نواختند…»
در سال ۱۳۲۴ با تلاشِ روح‌الله خالقی، «باشگاه موسیقی» که محل ثابتی برای فعالیت‌های انجمن موسیقی ملی بود، تأسیس شد. سلیمان سپانلو که از اعضای انجمن بود، خانهٔ خود واقع در خیابان هدایت را برای این منظور در اختیار انجمن موسیقی ملی قرار داد. به همین دلیل او را نخستین وقف‌کنندهٔ دارایی شخصی برای موسیقی و موسیقی‌دانان ایرانی می‌دانند. سلیمان سپانلو غیر از تار، ویلن نیز می‌نواخت.

## آثار
از سلیمان سپانلو قطعه‌ای با نام «آفتاب» با شعر حسین گل‌گلاب برجای مانده که در کتاب دستور مقدماتی تار وسه‌تار، کتاب دوم هنرستان موسیقی روح‌الله خالقی به چاپ رسیده‌است. سپانلو همچنین تجربیاتی در ساخت موسیقی کودکان داشته‌است.

## یادکردها
1. ↑  «سلیمان سیاح سپانلو». شعرهای سبز.
2. ↑  خالقی، سرگذشت موسیقی ایران، ۳ و ۴.
3. ↑  خالقی، سرگذشت موسیقی ایران، ۸ و ۹.
4. ↑  «دربارهٔ کلنل موسیقی ایران». انصاف نیوز.
5. ↑  حسن فرازمند (۶ اسفند ۱۳۹۹). «بازگشت علینقی وزیری، جان گرفتن موسیقی». روزنامه اطلاعات. بایگانی‌شده از اصلی در ۱۹ آوریل ۲۰۲۱. دریافت‌شده در ۲۴ فوریه ۲۰۲۱.
6. ↑  خالقی، سرگذشت موسیقی ایران، ۱۱۰.
7. ↑  «سلیمان سپانلو». مرکز موسیقی و سرود صدا و سیما. بایگانی‌شده از اصلی در ۲۳ آوریل ۲۰۲۱. دریافت‌شده در ۲۳ آوریل ۲۰۲۱.
8. ↑  «سلیمان سیاح سپانلو». نوای فارس.
9. ↑  «سلیمان سپانلو». آفتاب.
10. ↑  «دربارهٔ حسین گل گلاب». خبرگزاری ایرنا. ۲۲ اسفند ۱۳۹۸.
11. ↑  «۳۰ آفتاب سلیمان سپانلو کتاب دوم هنرستان». فریدونی.
12. ↑  ««ترانه‌های دیروز برای کودکان امروز» رونمایی می‌شود». خبرگزاری ایسنا. ۱ شهریور ۱۳۹۵.